# Dinickelorthosilicat
Dinickelorthosilicat ist eine anorganische chemische Verbindung des Nickels aus der Gruppe der Silicate. Es ist das einzige stabile Silikat des Nickels.

## Vorkommen
Dinickelorthosilicat kommt natürlich in Form des Minerals Liebenbergit vor.

## Gewinnung und Darstellung
Dinickelorthosilicat kann durch Reaktion von Nickel mit Siliciumdioxid und Sauerstoff gewonnen werden.
{\displaystyle \mathrm {2\ Ni+SiO_{2}+O_{2}\longrightarrow Ni_{2}SiO_{4}} }
Es kann auch durch Reaktion von Natriumsilicat mit Nickel(II)-nitrat dargestellt werden.
{\displaystyle \mathrm {Na_{2}SiO_{3}+2\ Ni(NO_{3})_{2}+H_{2}O\longrightarrow Ni_{2}SiO_{4}+2\ HNO_{3}+2\ NaNO_{3}} }

## Eigenschaften
Dinickelorthosilicat ist ein grauer bis grüner Feststoff, der praktisch unlöslich in Wasser ist. Er besitzt eine orthorhombische Kristallstruktur vom Olivintyp mit der Raumgruppe Pbnm (Raumgruppen-Nr. 62, Stellung 3). Bei höheren Temperaturen und Drücken wandelt sich diese in eine kubische Spinellstruktur mit der Raumgruppe Fd3m (Raumgruppen-Nr. 227) um.